# Ред и закон: Организовани криминал (5. сезона)
Пета сезона серије Ред и закон: Организовани криминал је премијерно емитована на каналу НБЦ од 17. априла до 12. јуна 2025. године и броји 10 епизода. Сезону су продуцирали "Wolf Entertainment" и "Universal Television". Прва епизода је емитована и на каналу НБЦ и на каналу Peacock-а. Преосталих девет епизода биће емитовано на каналу Peacock. У Канади се ова сезона емитује на Citytv+, преко веб странице Citytv и Amazon Prime Video канала.

## Глумачка постава
Дин Норис је унапређен у главну поставу на почетку сезоне. Енсли Сигер је напустила серију након 3. епизоде.

## Улоге
- Кристофер Мелони као Елиот Стаблер
- Данијел Мон Труит као Ајана Бел
- Енсли Сигер као Џет Слутмејкерс (епизоде 1−5)
- Рик Гонзалез као Боби Рејес
- Дин Норис као Рендал Стаблер

## Епизоде
| Бр. у серији | Бр. у сезони | Наслов                             | Редитељ          | Сценариста                                                    | Премијерно емитовање | Прод. код |
| --- | ------------ | ---------------------------------- | ---------------- | ------------------------------------------------------------- | -------------------- | --------- |
| 66 | 1            | "Изгубљени аутопут"                | Мајкл Словис     | Џон Шибан и Ејми Берг                                         | 17. април 2025.      | 501       |
| Стаблер одлази на тајни задатак као камионџија како би разоткрио међународни ланац кријумчарења. Док се навикава на свој нови идентитет, он упознаје „девојке које раде“ и појављује се образац нестанака.                                                  |              |                                    |                  |                                                               |                      |           |
| 67 | 2            | "Дантеов пакао"                    | Џин де Сегонзек  | Кристофер Мелони и Џон Шибан                                  | 17. април 2025.      | 502       |
| Стаблер се опоравља од тешке повреде док капетанка Оливија Бенсон надгледа његов опоравак и још увек нерешен случај нестале сексуалне раднице Тужне очи. |              |                                    |                  |                                                               |                      |           |
| 68 | 3            | "Скривена деца"                    | Лора Белси       | Лиз Сагал и Дејвон Бригс                                      | 24. април 2025.      | 503       |
| Након напада на једном од Карисијевих суђења, знаци новог играча на њујоршкој бандитској сцени наводе Стаблера да контактира старог доушника из Италије и преиспита садашње мотиве.                                                                         |              |                                    |                  |                                                               |                      |           |
| 69 | 4            | "Неиспуњено обећање"               | Алекса Закрзуски | Ејми Берг и Вил Паско                                         | 1. мај 2025.         | 504       |
| Стаблер сарађује са Изабелом како би открили ко стоји иза Камора пре него што дође до тоталног рата. Рејес одлази на тајни задатак као члан Лос Сантоса док се они спремају за освету.                                                                      |              |                                    |                  |                                                               |                      |           |
| 70 | 5            | "Авернско језеро"                  | Мајкл Словис     | Џон Шибан и Лиз Сагал                                         | 8. мај 2025.         | 505       |
| Елијева полицијска каријера се убрзава његовим првим убиством на послу, што га доводи у још већи сукоб са Стаблером и његовом породицом. Каморе почињу да се распадају, приморавајући свог вођу да изађе из илегале и доводећи СБПОК у непосредну опасност. |              |                                    |                  |                                                               |                      |           |
| 71 | 6            | "Црвендаћи, белци, црнци и плавци" | Ерик ла Сејл     | Тим Волш                                                      | 15. мај 2025.        | 506       |
| Један од највећих мексичких играча се вратио на улице. Стаблер и пријатељ из прошлости су вучени кроз улице и подземље, остављајући им више питања него одговора о његовој сопственој каријери.                                                             |              |                                    |                  |                                                               |                      |           |
| 72 | 7            | "Прелепа катастрофа"               | Јангзом Брауен   | Ејми Берг и Катрина Кабрера Ортега                            | 22. мај 2025.        | 507       |
| Нови талас уметничког активизма ставља град у стање високе приправности, а Варгаса у врућу столицу. Стаблер је пребачен у нову јединицу. |              |                                    |                  |                                                               |                      |           |
| 73 | 8            | "На безбедном"                     | Џин де Сегонзек  | Вил Паско и Џон Шибан                                         | 29. мај 2025.        | 508       |
| Док „Колектив“ повећава број жртава, Стаблер се налази растрзан између породице и случаја. |              |                                    |                  |                                                               |                      |           |
| 74 | 9            | "Незванично"                       | Кори Бауелс      | Синопсис: Лиз Сагал и Девон Бригс Сценарио: Мет Олмстед       | 5. јун 2025.         | 509       |
| Емеријев повратак приморава Џоа млађег да пажљиво балансира поверење између себе и Стаблера док унапређује план. Опасни избори које доносе сва тројица доводе до смртоносних последица.                                                                     |              |                                    |                  |                                                               |                      |           |
| 75 | 10           | "Он је био Стаблер"                | Питер Стебингс   | Синопсис: Едгар Кастило Сценарио: Мет Олмстед и Едгар Кастило | 12. јун 2025.        | 510       |
| Уз помоћ старог друга из академије Стаблер креће у потрагу за Емеријем. Користећи савезнике из СБПОК-а кад год може, Стаблер се мора суочити са истином која стоји иза освете уз последњу асистенцију Џоа.                                                  |              |                                    |                  |                                                               |                      |           |

## Напомена
1. ↑  Епизода "Дантеов пакао" је унакрсна епизода са Одељењем за специјалне жртве.
2. ↑  Епизода "Скривена деца" је унакрсна епизода са Одељењем за специјалне жртве.
3. ↑  Епизода "Авернско језеро" је унакрсна епизода са Одељењем за специјалне жртве.